# 舟形町立舟形中学校
舟形町立舟形中学校（ふながたちょうりつふながたちゅうがっこう）は、山形県舟形町にある公立中学校。

## 概要
1998年に長沢中学校と統合したことで舟形町で唯一の中学校となった。

## 沿革
- 1947年（昭和22年）4月1日 - 舟形町立長沢中学校・舟形町立堀内中学校とともに設置
- 1983年（昭和58年）4月1日 - 舟形町立舟形中学校、舟形町立堀内中学校が併合し、統合校である舟形中学校が開校[2]。
- 1998年（平成10年）4月1日 - 舟形町立長沢中学校が閉校し、舟形中学校に統合[2]。

## 校訓
向上、協力、練磨

## 学区
- 舟形町全域